# Mausoleo de Yarty-Gumbez
El mausoleo de Yarti-Gumbez (en turcomano: Ýartygümmez kümmeti) son las ruinas de un mausoleo situado 8 km al sur de Sarajs, en Turkmenistán.

## Historia
Según la inscripción en su superficie, esta institución fue construida en 1098. La arqueóloga e historiadora Galina Pugachenkova especula que este cementerio es la tumba del jeque Ahmed Al-Jadi, que fue enterrado cerca de Sarajs en el siglo XII. 
Hasta ahora se han conservado partes del muro sur y los muros este y oeste de los cuatro muros de la mezquita. En 1994-1995 se restauró el monumento, y también en 2004. 

## Arquitectura
La estructura está construida con ladrillos cocidos de un tamaño de 23×23×5-5,5 cm, y su planta cuadrada (12x12 metros de lado). La estructura tiene una cúpula está formada por tres grandes cúpulas, rematadas por una cuarta cúpula, cubierta por una cúpula en un singular sistema de velas. 
La peculiaridad de este edificio es que su entrada está orientada al sur, no tiene ventanas ni puerta de entrada. Las superficies del dispositivo están divididas en tres partes por las pilastras.